# Sallinge Herred

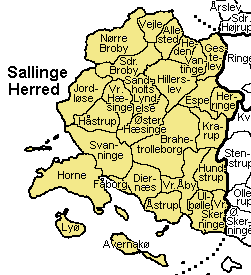
Sallinge Herred

Sallinge Herred was een herred in het voormalige Svendborg Amt in Denemarken. In Kong Valdemars Jordebog wordt de herred vermeld als  Salænghæreth. In 1970 werd het gebied deel van de nieuwe provincie Funen.

## Parochies
Naast de stad Fåborg omvatte Sallinge oorspronkelijk 28 parochies.
- Allested
- Avernakø
- Brahetrolleborg
- Diernæs
- Espe
- Fåborg
- Gestelev
- Heden
- Herringe
- Hillerslev
- Horne
- Hundstrup
- Håstrup
- Jordløse
- Krarup
- Lyø
- Nørre Broby
- Sandholts Lyndelse
- Svanninge
- Sønder Broby
- Ukbølle
- Vantinge
- Vejle
- Vester Hæsinge
- Vester Skerninge
- Vester Åby
- Åstrup
- Øster Hæsinge